# Saint-Nicolas-du-Bosc
Saint-Nicolas-du-Bosc è un comune francese di 279 abitanti situato nel dipartimento dell'Eure nella regione della Normandia.

## Società

### Evoluzione demografica
Abitanti censiti